# Babesia
Babesia Starcovici, 1893 è un genere di sporozoi piroplasmi appartenente alla Famiglia Babesiidae, che comprende alcune specie note come agenti eziologici di una zoonosi, la Babesiosi, simile alla malaria, che colpisce animali domestici e selvatici ma anche occasionalmente l'uomo.
Sono note oltre 100 specie, ma quelle potogene più comuni sono:
- Babesia microti
- Babesia divergens
- Babesia bovis
- Babesia bigemina
- Babesia odocoilei

Il nome deriva dallo scienziato romeno Victor Babeș.

## Epidemiologia
Le Babesie sono conosciute fin dalla preistoria e utilizzano come vettore di trasmissione le zecche.
Il primo caso di babesiosi è stato registrato nella ex Jugoslavia nel 1957 data da Babesia bovis. Successivamente numerosi casi sono stati osservati in tutta Europa maggiormente in Francia e Inghilterra.
Negli stati uniti la malattia iniziò a diffondersi nel 1930 fino a diventare una patologia piuttosto comune.

## Patogenesi
Le varie specie di Babesie sono simili tra loro dando sintomi spesso indistinguibili.
Le babesie inducono la lisi eritrocitaria quindi anemia emolitica, i danni a carico dei reni sono importanti dando necrosi tubolare, depositi e emoglobina ed edemi. I sintomi includono forte febbre, malessere e anemia in alcuni casi sono stati registrati nausea, vomito, ematuria, eccessiva sudorazione e può anche essere presente epatosplenomegalia.
Le infezioni da Babesia divergens sono le più pericolose poiché portano a emoglobinuria, ittero, edema polmonare o addirittura shock e insufficienza renale.

## Immunologia
Le Babesie dopo una prima infezione vengono neutralizzate degli anticorpi igG poiché memorizzate dal sistema immunitario.
Fattore di protezione molto importante è la milza per l'enorme presenza di anticorpi NK, igG, igM.
Numerosi vaccini sono stati creati per la Babesiosi veterinaria poiché i pochi casi non favoriscono una ricerca per un vaccino umano, il vaccino più efficace è quello con agenti vivi attenuati ma si sta studiando un vaccino ricombinato.

## Diagnosi
Molto difficile è riconoscere le Babesie da il Plasmodium falciparum poiché la forma del microrganismo e i sintomi sono smili sono infatti rischiose le falsi diagnosi date da osservazioni al microscopio elettronico. Una diagnosi differenziale può essere fatta individuando i pigmenti di emozoina che nelle babesie mancano. Si possono utilizzare per la diagnostica l'immunofluorescenza indiretta o la reazione a catena della polimerasi.
Importante fattore dignostico è la anamnesi del paziente.

## Terapia
Per la cura della Babesiosi si utilizzano 2 farmaci somministrati contemporaneamente e oralmente per una settimana, la clindamicina e il chinino.
Per vari anni il trattamento della babesiosi in ambito veterinario comprese tre farmaci: il quinuronio solfato, l'amicarbide isetionato ed il diminazene aceturato. Negli anni 1970 entrò in commercio l'imidocarb diproprionato e divenne in breve tempo il prodotto di prima linea grazie anche alla sua azione profilattica.
Attualmente l'imidocarb è l'unico farmaco rimasto in quanto gli altri sono stati ritirati dal commercio per ragioni di sicurezza.